# Cotinus obovatus
Cotinus obovatus — вид квіткових рослин з родини фісташкові (Anacardiaceae). Поширення: США (Алабама, Арканзас, Джорджія, Міссурі, Оклахома, Теннессі, Техас); інтродукований до Кентуккі. Населяє вапнякові скелясті ліси та урвища.

## Біоморфологічна характеристика
Це листопадний кущ, який може виростати до 10 метрів заввишки.

## Використання
З деревини отримують помаранчевий або жовтий барвник. Це широко використовувалося в Америці під час Громадянської війни, але зараз мало використовується в комерційних цілях. Деревина — легка, м’яка, досить грубозерниста, дуже міцна в ґрунті. Дерева занадто малі та рідкісні для комерційного використання, але деревина використовується місцевими жителями для виготовлення стовпів для парканів.

## Галерея

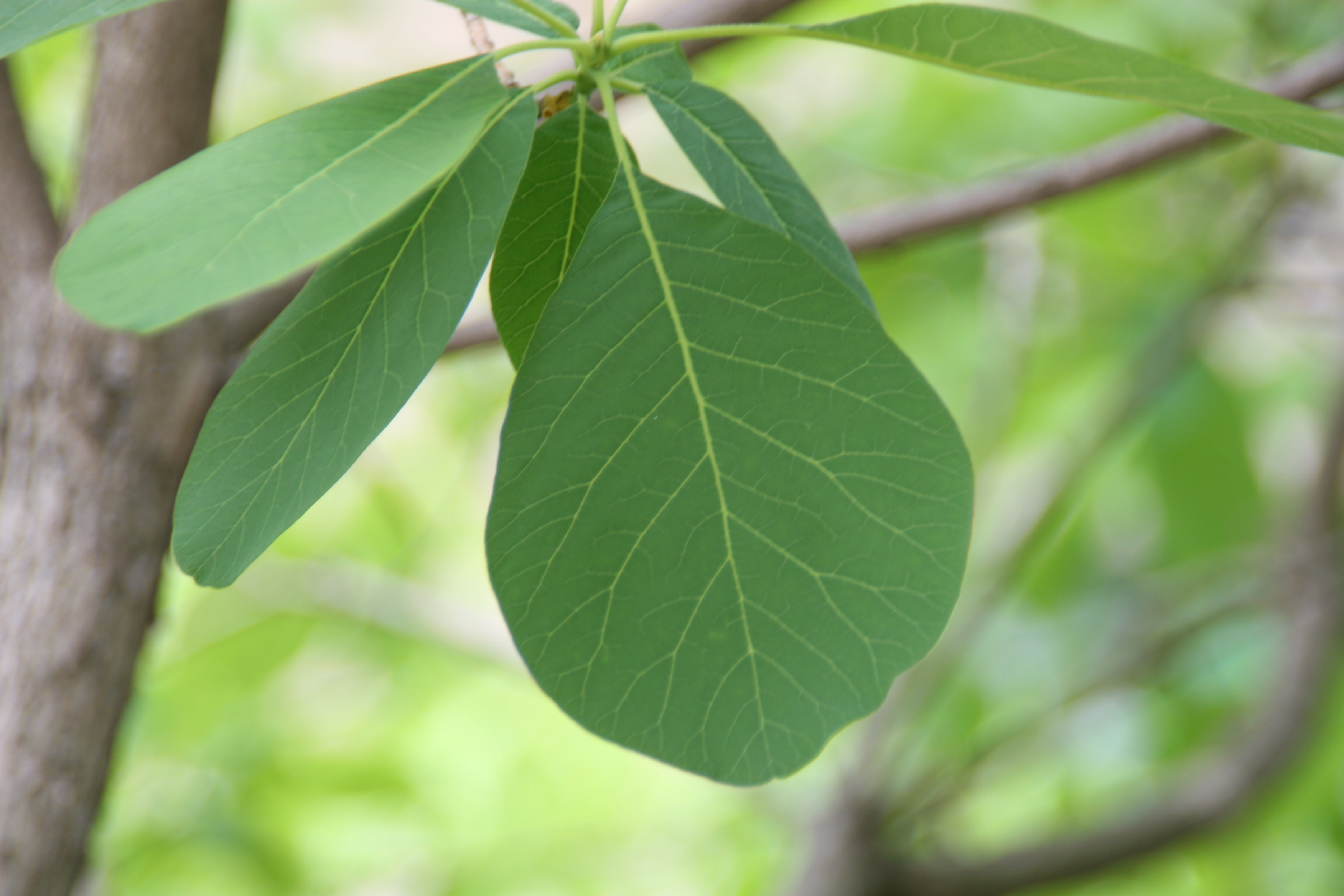
Листки
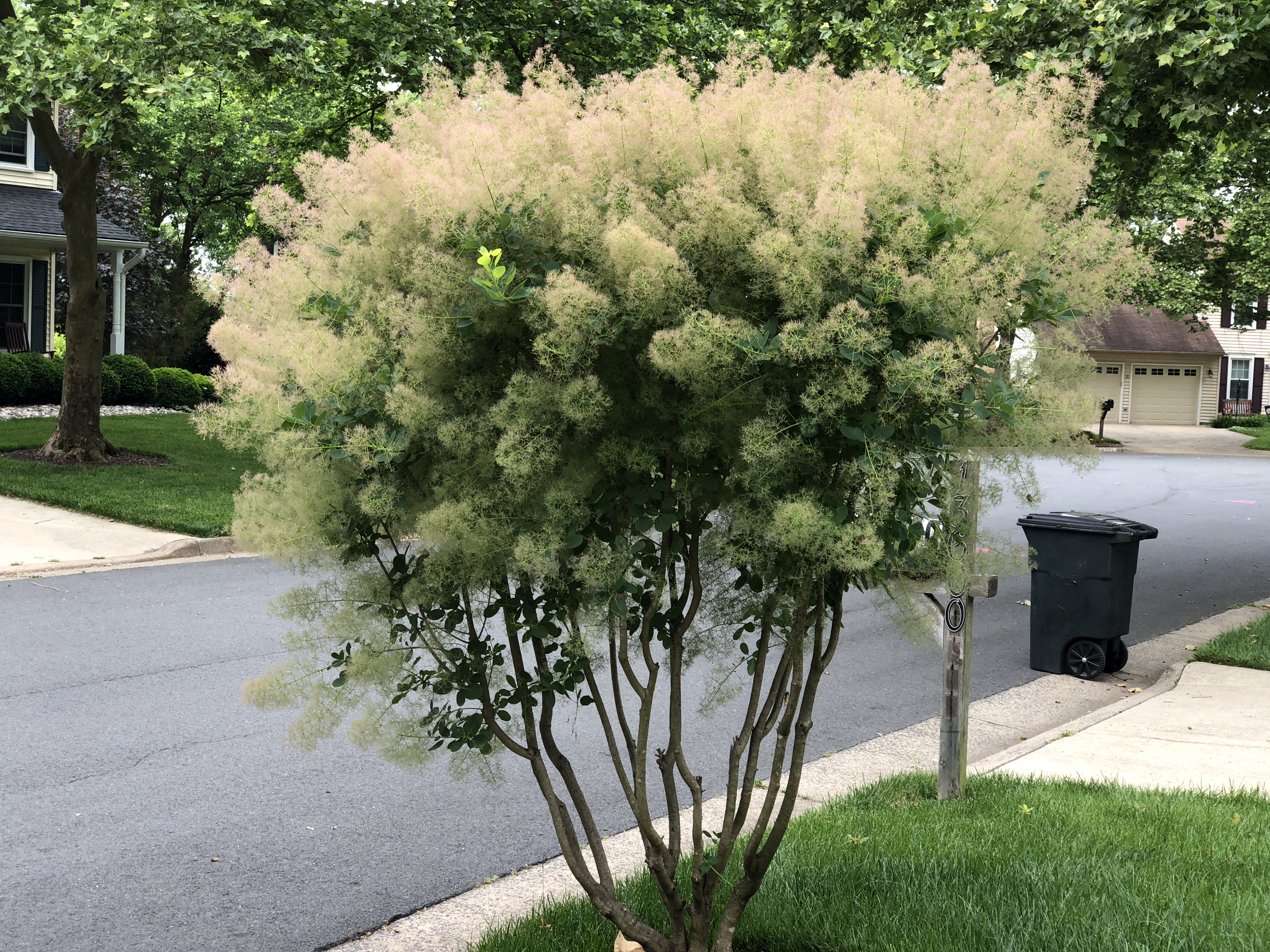
Цвітіння
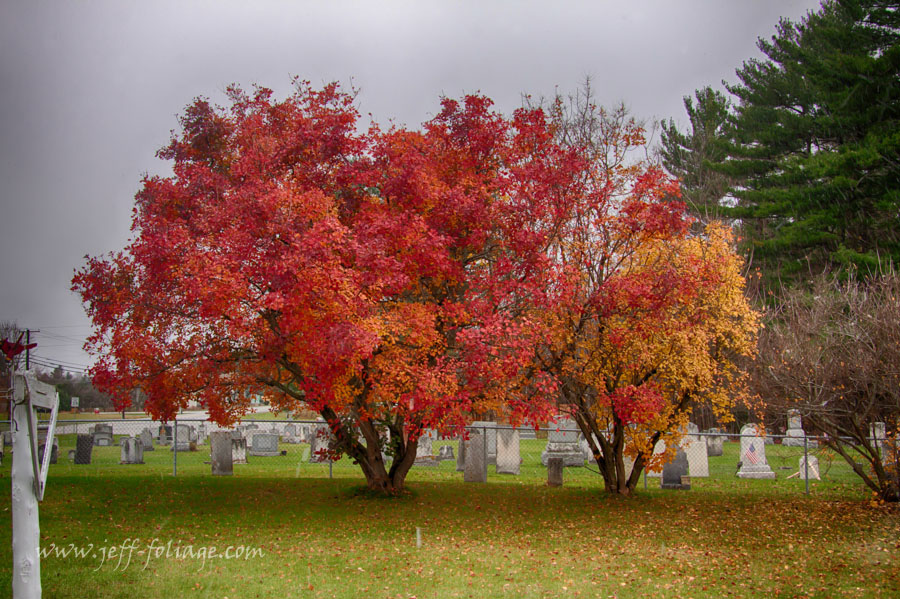
Рослина восени